# Бежаєв Іван Йосипович
Іван Йосипович Бежаєв (рос. Иван Осипович Бежаев; нар. 6 грудня 1918 — пом. 27 липня 2010, Москва) — діяч радянських спецслужб, криптограф, генерал-лейтенант. Учасник Другої світової війни.

## Біографія
Закінчив механіко-математичний факультет МГУ в 1939 році, після чого вступив до аспірантури НДІ механіки МГУ, яку закінчив після перерви на службу в рядах Червоної Армії. Кандидат фізико-математичних наук, доцент.
З 1951 року — на Спеціальній службі, пропрацював у ній понад 40 років на різних керівних посадах, аж до заступника керівника.

## Нагороди
- Лауреат Державної премії.
- Почесний співробітник держбезпеки.
- Нагороджений сімома орденами (Леніна, Жовтневої революції, Вітчизняної війни 1 ступеню, двома орденами Трудового Червоного Прапора і двома орденами Червоної Зірки) і багатьма медалями.